# Aria Fischer
Aria Fischer (Laguna Beach, 2 de março de 1999) é uma jogadora de polo aquático estadunidense, campeã olímpica.

## Carreira
Fischer fez parte da equipe campeã olímpica pelos Estados Unidos nos Jogos do Rio de Janeiro, em 2016.